# Charles Hippolyte Fockedey
Charles Hippolyte Fockedey (né le 21 juin 1804 à Paris et mort le 17 septembre 1873 à Lille) est un imprimeur et photographe français du XIXe siècle, un des pionniers de la photographie en France. À l'origine, il était grossiste et exploitant d'un bureau de prêt sur gage. Il fonde en 1851 avec son ami et partenaire d'affaires Louis Désiré Blanquart-Evrard l'Imprimerie photographique près de Lille.
La société a une signification particulière dans l'histoire de la photographie. Il s'agissait de la première imprimerie à vocation industrielle pour la production en série de tirages photographiques. Ici, on a commencé en 1851 avec la publication d'albums de photographes anciens - avec des reproductions d'œuvres d'art et des sites historiques de pays lointains. Malgré un travail rationnel sur la chaîne de montage, l'opération dut être fermée en 1855, car il ne pouvait résister à la concurrence de la photolithographie et de l'héliographie.